# عصر خطرناک
عصر خطرناک (به انگلیسی: A Dangerous Age) یک فیلم سینمایی کانادایی محصول سال ۱۹۵۸ به کارگردانی و نویسندگی سیدنی جی. فیوری است.